# Arboriculture fruitière dans les Pyrénées-Orientales
L'arboriculture fruitière dans les Pyrénées-Orientales est l'ensemble des activités visant à cultiver des arbres fruitiers dans le département français des Pyrénées-Orientales.

## Histoire

### Oléiculture
L'olivier sauvage est présent dans la région depuis le pliocène. Des vestiges découverts à Salses-le-Château et à Corbère-les-Cabanes montrent que des arbres étaient déjà taillés au néolithique. L'arrivée des Grecs dans l'Antiquité amène de nouvelles variétés et un savoir-faire. L'occupation par les Romains de la Gaule narbonnaise dès le IIe siècle av. J.-C. met momentanément un coup d'arrêt à cette production, les cultures de la vigne et de l'olive étant interdites afin de ne pas concurrencer les producteurs transalpins. Malgré tout la tradition se perpétue et la culture se développe à l'ère moderne, à tel point qu'en 1848 le département des Pyrénées-Orientales est classé premier département de France pour la production d'huile d'olive. Déclinant par la suite en raison de la meilleure rentabilité des vignes, l'épisode de gel extrême de 1956 condamne la filière pour plusieurs décennies. Elle repart progressivement à la hausse depuis la fin du XXe siècle.

## Économie
Dans le département des Pyrénées-Orientales en 2017, la surface en production est de 5 550 ha pour les vergers.